# 1519
1519. је била проста година.

## Догађаји

### Јул
- 9. јул — Шпански конкистадор Ернан Кортес се искрцао на обалу Мексичког залива.

### Септембар
- 20. септембар — Фернандо Магелан напушта територију континенталне Шпаније.

## Рођења

### Јануар
- 18. јануар — Изабела Јагелонска, супруга Јована I Запоље

### Фебруар
- 16. фебруар — Гаспар II де Колињи, француски адмирал
- 17. фебруар — Франсоа од Гиза, француски племић и војник

### Март
- 31. март — Анри II Валоа, краљ Француске

### Април
- 13. април — Катарина Медичи, француска краљица

### Мај
- 12. јун — Козимо I Медичи, велики војвода Тоскане
- 20. јул — Иноћентије IX, римски папа

## Смрти

### Јануар
- 12. јануар — Максимилијан I, цар Светог римског царства

### Фебруар
- 2. мај — Леонардо да Винчи, италијански вајар, архитекта и сликар. (* 1452)
- 4. мај — Лоренцо де Медичи, војвода Урбина

### Децембар
- Википедија:Непознат датум — Амброзијус Холбајн, немачки сликар. (* 1494)